# 8952 ODAS
8952 ODAS eller 1998 EG2 är en asteroid i huvudbältet som upptäcktes den 2 mars 1998 av OCA–DLR Asteroid Survey (ODAS). Den är uppkallad efter OCA–DLR Asteroid Survey.
Asteroiden har en diameter på ungefär 2 kilometer.